# Communauté de communes Pyrénées catalanes
Pour les articles homonymes, voir Pyrénées catalanes.
La communauté de communes Pyrénées catalanes est une communauté de communes française en région Occitanie, dans le département des Pyrénées-Orientales.

## Historique
La communauté de communes Capcir Haut-Conflent est créée par arrêté préfectoral du 17 décembre 1997 par les communes de Caudiès-de-Conflent, Fontrabiouse-Espousouille, La Llagonne, Matemale et Réal-Odeillo.
Aux cinq communes d'origine, douze autres s'ajoutent, ayant adhéré entre 1999 et 2011 :
- Puyvalador, par arrêté préfectoral du 16 décembre 1999 ;
- Formiguères, par arrêté préfectoral du 31 décembre 1999 ;
- La Cabanasse, Sansa et Saint-Pierre-dels-Forcats, par arrêté préfectoral du 29 décembre 2000 ;
- Eyne, Mont-Louis, Planès, Railleu et Sauto, par arrêté préfectoral du 28 décembre 2001 ;
- Ayguatébia-Talau, par arrêté préfectoral du 23 novembre 2006 ;
- Font-Romeu-Odeillo-Via, par arrêté préfectoral du 22 décembre 2011.

Enfin, le 1er janvier 2014, les communes de Bolquère et des Angles rejoignent également la communauté de communes Capcir Haut-Conflent.
Le 27 juin 2016, la communauté de communes change de nom et opte pour celui de « communauté de communes Pyrénées catalanes » ; le siège est déplacé de Matemale au col de la Quillane situé à la limite nord de la commune de La Llagonne.

## Territoire communautaire

### Géographie
Cette communauté se situe dans la haute vallée de l'Aude et celle de la Têt, sur les régions naturelles et historiques du haut Conflent, du Capcir et de Cerdagne.

### Composition
Elle est composée des 19 communes suivantes :

| Nom                       | Code Insee | Gentilé        | Superficie (km2) | Population (dernière pop. légale) | Densité (hab./km2) |
| ------------------------- | ---------- | -------------- | ---------------- | --------------------------------- | ------------------ |
| La Llagonne (siège)       | 66098      | Llagonnais     | 23,09            | 216 (2022)                        | 9,4                |
| Les Angles                | 66004      |                | 43,2             | 584 (2022)                        | 14                 |
| Ayguatébia-Talau          | 66010      |                | 29,68            | 44 (2022)                         | 1,5                |
| Bolquère                  | 66020      | Bolquérais     | 17,61            | 805 (2022)                        | 46                 |
| La Cabanasse              | 66027      | Cabanassiens   | 3,26             | 700 (2022)                        | 215                |
| Caudiès-de-Conflent       | 66047      | Caudiésais     | 6,5              | 21 (2022)                         | 3,2                |
| Eyne                      | 66075      | Eynois         | 20,36            | 149 (2022)                        | 7,3                |
| Font-Romeu-Odeillo-Via    | 66124      | Romeufontains  | 29,6             | 1 770 (2022)                      | 60                 |
| Fontrabiouse              | 66081      | Fontrabiousois | 15,57            | 137 (2022)                        | 8,8                |
| Formiguères               | 66082      | Formiguerois   | 46,88            | 491 (2022)                        | 10                 |
| Matemale                  | 66105      | Matemalois     | 18,88            | 279 (2022)                        | 15                 |
| Mont-Louis                | 66117      | Mont-Louisiens | 0,39             | 150 (2022)                        | 385                |
| Planès                    | 66142      | Planésans      | 14,24            | 56 (2022)                         | 3,9                |
| Puyvalador                | 66154      | Puyvaladorois  | 19,46            | 57 (2022)                         | 2,9                |
| Railleu                   | 66157      | Raillannencs   | 9,97             | 23 (2022)                         | 2,3                |
| Réal                      | 66159      | Réalais        | 10,45            | 75 (2022)                         | 7,2                |
| Saint-Pierre-dels-Forcats | 66188      | Saint-Pierrois | 12,81            | 261 (2022)                        | 20                 |
| Sansa                     | 66191      | Sansanais      | 22,27            | 31 (2022)                         | 1,4                |
| Sauto                     | 66192      | Sautans        | 8,43             | 102 (2022)                        | 12                 |

### Démographie
| 1968  | 1975  | 1982  | 1990  | 1999  | 2010  | 2015  | 2021  |
| ----- | ----- | ----- | ----- | ----- | ----- | ----- | ----- |
| 4 522 | 4 829 | 5 189 | 5 253 | 5 926 | 5 967 | 5 990 | 5 889 |

## Administration

### Siège
Le siège de la communauté d'agglomération est situé au col de la Quillane sur le territoire de la commune de La Llagonne.

### Les élus
Le conseil communautaire de la communauté de communes se compose de 36 conseillers, représentant chacune des communes membres et élus pour une durée de six ans.
Ils sont répartis comme suit :
| Nombre de conseillers/commune | Communes                     |
| ----------------------------- | ---------------------------- |
| 10                            | Font-Romeu-Odeillo-Via       |
| 4                             | Bolquère                     |
| 3                             | Les Angles, La Cabanasse     |
| 2                             | Formiguères                  |
| 1 (+1 suppléant)              | pour les 14 autres communes. |

### Présidence
| Période                                  | Période  | Identité        | Étiquette | Qualité                         |
| ---------------------------------------- | -------- | --------------- | --------- | ------------------------------- |
| Les données manquantes sont à compléter. |          |                 |           |                                 |
|                                          |          |                 |           |                                 |
| 2020                                     | En cours | Pierre Bataille | DVD       | maire de Fontrabiouse (2001 → ) |

Pierre Bataille a été, en 2022, candidat aux élections législatives pour le parti politique Renaissance, dirigé par Emmanuel Macron.

### Compétences
Les compétences de la communauté de communes sont les suivantes :
Compétences obligatoires
- Aménagement de l'espace.
- Actions de développement économique, notamment autour du tourisme.

Compétences optionnelles
- Protection et mise en valeur de l'environnement.
- Actions sociales.

Compétences facultatives
- Élimination et valorisation des déchets des ménages et des déchets assimilés.
- Mise en valeur du patrimoine, en particulier les remparts de Mont-Louis, l'entretien des orris, des ponts dits romains, des tours de Creu (Matemale) et d'Ovança (Mont-Louis)  et du château de Puyvalador.
- Mise en place et gestion d'une fourrière intercommunale.
- Promotion, communication et commercialisation.

### Régime fiscal et budget
Le régime fiscal de la communauté d'agglomération est la fiscalité professionnelle unique (FPU).